# Tizoc
Tizoc ['tisok] (1436–1486) – władca Tenochtitlán, siódmy tlatoani (władca) Azteków (Méxicas) (1481–1486). 
Tizoc był synem Tezozomoca, syna Itzcoatla i Atotoztli (Huitzilxochtzin), córki Montezumy I, brat Axayacatla i Ahuitzotla. Jego imię w języku nahuatl znaczy „skaleczona noga” lub „skrwawiona noga”. 
Po objęciu władzy starał się bezskutecznie umocnić wpływy nad brzegami Zatoki Meksykańskiej i w regionach zamieszkanych przez plemiona Misteków i Zapoteków. Jednak już kampania inauguracyjna przeciwko Metztitlánowi na północy azteckich terenów, zakończyła się niepowodzeniem. Aztecki władca, co prawda zmusił wroga do odwrotu, Aztekowie stracili jednak 300 ludzi, co przy wzięciu 40 jeńców trudno uznać za zwycięstwo. Natomiast z powodzeniem stłumił on rebelię plemion Matlatzincan w kotlinie Toluca. Przypisuje mu się też zdobycie części, obecnych meksykańskich stanów Guerrero i Oaxaca.

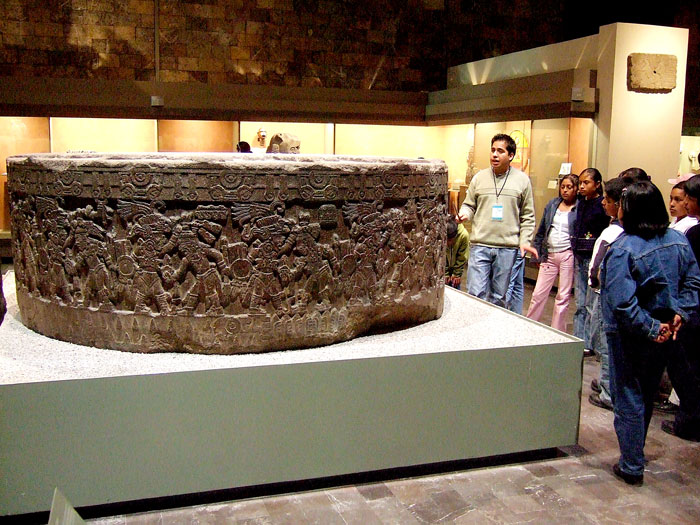
Kamień Tizoca

Za czasów jego panowania rozpoczęto przebudowę najważniejszej budowli sakralnej Azteków, świątyni w kształcie piramidy, Templo Mayor w Tenochtitlán. Wówczas powstał także tzw. Kamień Tizoca; monumentalny blok w postaci walca o średnicy 2,65 m., z wyrzeźbionymi przedstawieniami 15 scen zwycięstw Azteków nad różnymi miastami. Każda scena ukazuje Tizoca z pokonanym władcą. 
Tizoc został prawdopodobnie otruty przez swoich dowódców wojskowych za namową władcy miasta Ixtapalapa. 
Następcą Tizoca został jego młodszy brat Ahuitzotl.

## Genealogia
| 4. Acamapichtli Tlatoani Tenochtitlánu w l. 1376 – 1395                  |  |                                |  |  |          |
|                                                                          |  | 2. Tezozomoc                   |  |  |          |
| 5. Matlalxochtzin                                                        |  |                                |  |  |          |
|                                                                          |  |                                |  |  | 1. Tizoc |
| 6. Montezuma I (ok. 1398 – 1469) Tlatoani Tenochtitlánu w l. 1440 – 1469 |  |                                |  |  |          |
|                                                                          |  | 3. Atotoztli (Huitzilxochtzin) |  |  |          |
| 7. Chichimecacihuatzin                                                   |  |                                |  |  |          |
|                                                                          |  |                                |  |  |          |